# Élections législatives de 1946 dans le Haut-Rhin
Les élections législatives françaises de 1946 se tiennent le 10 novembre. Ce sont les premières élections législatives de la Quatrième république, après l'adoption lors du référendum du 13 octobre d'une nouvelle constitution.

## Mode de scrutin
L'Assemblée nationale est composée de 618 sièges pourvus au scrutin proportionnel plurinominal suivant la règle de la plus forte moyenne dans le cadre départemental, sans panachage. 
Le vote préférentiel est admis, en inscrivant un numéro d'ordre en face du nom d'un, de plusieurs ou de tous les candidats de la liste. Mais l'ordre ne pourra être modifié que si au moins la moitié des suffrages portés sur la liste est numéroté. Dans les faits les modifications ne dépasseront jamais les 7%.
Dans le département du Haut-Rhin, six députés sont à élire.

## Élus
| Député sortant            | Parti | Parti | Député élu ou réélu       | Parti | Parti |
| ------------------------- | ----- | ----- | ------------------------- | ----- | ----- |
| Jean Wagner               |       | SFIO  | Jean Wagner               |       | SFIO  |
| Édouard Richard           |       | SFIO  | René Kuehn                |       | UDSR  |
| Jacques Fonlupt-Espéraber |       | MRP   | Jacques Fonlupt-Espéraber |       | MRP   |
| André Bas                 |       | MRP   | André Bas                 |       | MRP   |
| Joseph Wasmer             |       | MRP   | Joseph Wasmer             |       | MRP   |
| Marie-Louise Weber        |       | MRP   | Marie-Louise Weber        |       | MRP   |

## Résultats

### Résultats à l'échelle du département
| Parti    | Parti                                          | Tête de liste             | Résultats | Résultats | Sièges |  |
| Parti    | Parti                                          | Tête de liste             | Voix      | %         |        |  |
| -------- | ---------------------------------------------- | ------------------------- | --------- | --------- | ------ |  |
|          | Mouvement républicain populaire                | Jacques Fonlupt-Espéraber | 96 049    | 45,97     | 4      |  |
|          | Rassemblement des gauches républicaines        | René Kuehn                | 47 091    | 22,54     | 1 1    |  |
|          | Section française de l'Internationale ouvrière | Jean Wagner               | 43 103    | 20,63     | 1 1    |  |
|          | Parti communiste français                      | Joseph Siegler            | 22 732    | 10,88     | -      |  |
|          |                                                |                           |           |           |        |  |
| Inscrits | Inscrits                                       | Inscrits                  | 302 885   | 100,00    | 6      |  |
| Votants  | Votants                                        | Votants                   | 217 427   | 71,79     |        |  |
| Exprimés | Exprimés                                       | Exprimés                  | 208 945   | 96,10     |        |  |